# Lucas Cranach den ældre
Lucas Cranach den ældre (født 4. oktober 1472 i Kronach, Oberfranken, død 16. oktober 1553 i Weimar, Det tysk-romerske Rige) var en tysk renæssancemaler, kobberstikker og tegner.
Han lærte tegningens kunst af sin far. Fødebyens navn blev til efternavnet, forskelle i stavemåde til trods.
"Lucas Maler", som han kaldtes (eller Lucas Müller efter forældrene), lærte kunst af sin far. I 1505 kom han i kurfyrsterne af Sachsens tjeneste; han blev deres livmaler, malede deres portrætter, gengav deres jagteventyr, rejste endog i 1550 til Augsburg til sin fangne herre Johan Frederik, efter dennes udtrykkelige ønske, for at adsprede og dele hans fangenskab, og fulgte ham i 1552 til hans ny residens Weimar. I øvrigt er hans virksomhed knyttet til Wittenberg, med undtagelse af et par rejser, således til Nederlandene, hvor han malede prins Karl, den senere kejser Karl V. I sit ansete og af bestillinger stærkt optagne værksted i Wittenberg malede Cranach, hvis kunst gik mere i bredden end i dybden, sammen med en talrig lærlingestab alskens arbejder, fra omfattende alterværker til våbenskjolde, hestedækkener og de laveste håndværksmæssige dekorationsarbejder.
Ved siden af sine malerforetagender virkede den bestandig borgerlige kunstner som apoteker, bog- og papirhandler, og som agtet, formuende og formående borger blev han gentagne gange (1537 og 1540) af sine medborgere valgt til byens borgmester. Hvad der i høj grad bidrog til det overordentlige ry, han nød i levende live, var hans stilling til reformationen; han var en personlig ven af Luther, hvis træk han oftere har gengivet, og tog aktiv del i reformationskampen ved sine polemiske træsnit Passional Christi und Antichristi, med skarpe udfald mod paven, den stærkt satiriske træsnits-suite fra 1545 imod pavedømmet og overhovedet ved sine titelbilleder og andre illustrationer til Luthers skrifter (omgikkes også den på den tid af reformationen stærkt optagne kong Christian 2.).
Cranach, der hyppig er blevet stillet sammen med Dürer og Holbein den Yngre til et lysende trekløver for den ny tyske kunsts gennembrudstid, står som kunstner tilbage for sine to ovennævnte fæller; han har ikke Dürers mægtige ånd og storartede fantasi, ikke Holbeins tekniske mesterskab og skønhedsfylde. Imidlertid har hans jævne, borgerlige, lidt småtskårne kunst en egen hygge og elskværdighed ved sig, der i forbindelse med dens naivitet, oprindelighed og gemytlighed netop har formået at yde, hvad tiden krævede, hvilket også samtidens lovtaler over den tydeligt nok vidner om.
I sin friske, ærlige, hverdagslige kunst er han en "Maleriets Hans Sachs". Medens hans formsprog er uudviklet, og hans figurers stærkt markerede omrids på een gang viser lyst til og svigtende evne til ret at mestre linjespillet, er hans farvegivning gerne frisk og klar, men ofte teglrød, uden større malerisk finesse. Interessant er hans syslen med den nøgne skikkelse i hans morsomme mytologiske malerier; man mærker her tidens humanisme og påvirkningen fra de italienske kunstnere, men fuldt så meget besværet ved at færdes på dette ny kunstområde (se f.eks. det kønne Venus og Amor i Kunstmuseet i København).
I portrætmaleriet yder han ofte sit bedste, men ingen skarpt rammende, udpræget karakteristik (i Berlins Museum kardinal Albrecht af Brandenburg, i Dresdens Galleri: selvportræt, J. Rehle, i Münchens Galleri: Luther, Melanchthon, Frederik den Vise, etc.). Cranachs kunst med dens let kendelige præg, dens atter og atter tilbagevendende kvindetype med den smækre Midie, de store fødder, det runde hoved med de livlige kineseragtige øjne, den smilende mund og det friske huld, findes rigelig repræsenteret i mangfoldige museer; hans produktion 1502-10 (hvoriblandt mange træsnit) værdsættes nu særlig højt (Christus paa Korset i Münchens Pinakotek), J. Reuss (Germ. Mus., Nürnberg), Skt Valentin (Wiens Akademi), Hvile paa Flugten (Kaiser Friedrich Museum, Berlin), Venus (Ermitage Museum, Petrograd) etc., medens nu meget af de senere værker må henføres blot til hans værksted.
I Kunstmuseet i København en halv snes arbejder, i Nivaagaard Samlingen Madonna med mere, i Ny Carlsberg Glyptotek Kvindeportræt, i Nasjonalgalleriet i Oslo: Christus og Horkvinden og Skt Sebastian, som ved signaturen, den flyvende drage, Cranachs mærke, viser sig at tilhøre Cranach og hans skole. Kobberstik: Chrysostomos, Frederik den Vise og broderen Johan, tre portrætter af Luther, Frederik den Vise og den hellige Bartholomæus (se Kobberstiksamlingen i København). Om Cranachs virksomhed som miniaturmaler og illuminator aflægger bl.a. Joh. Frederiks Turnerbog (140 blade, Koburg) vidnesbyrd.

## Sønner
Sønnen, Lucas Cranach den yngre (1515 i Wittenberg – 1586 i Weimar) håndhævede med dygtighed den sachsiske skoles traditioner, således som de var fastslåede af faren, hans lærer. Som denne blev han også borgmester i Wittenberg (1565). Hans arbejder ligner farens og er ofte blevne forvekslede med dem. Arbejder af ham i Dresden med flere steder. Den ældste søn Johann, der var en lovende maler, døde i Italien allerede i en ung alder.

## Ældre litteratur
- Christian Schuchardt, Lucas Cranachs des Aeltern Leben und Werke, [3 Bd, Leipzig 1851-71];
- Warnecke, Lucas Cranach, der ältere, [Görlitz 1879];
- L. Grote, Lucas Cranach, der Maler der Reformation, [Dresden 1883];
- Hedwig Michaelson, Lucas Cranach, [Leipzig 1902];
- Eduard Heyck, Lucas Cranach, [1908, Knackfuss]).

## Galleri
- Philipp Melanchthon
- Værk af Lucas Cranach den Ældre
- Salome (1510)
- Korsfæstelsen, Ca. 1506-1520, Statens Museum for Kunst
- Paris' dom, 1527, Statens Museum for Kunst